# Пятнадцатое правительство Израиля
Пятнадцатое правительство Израиля (ивр. ממשלת ישראל החמש עשרה‎) было сформировано Голдой Меир 15 декабря 1969 года после выборов в Кнессет. Правительство было коалиционным, в состав правящей коалиции входили блоки МААРАХ (Альянс партий МАПАЙ и Ахдут ха-Авода), ГАХАЛ, МАФДАЛ, МАПАМ, Партия независимых либералов, Поалей Агудат Исраэль, Сотрудничество и братство и Прогресс и развитие.
Блок ГАХАЛ вышел из коалиции 6 августа 1970 года в знак протеста против согласия правительства принять план Роджерса по ближневосточному урегулированию. В конечном счёте правительство план Роджерса не приняло.
Пятнадцатое правительство Израиля находилось у власти до 10 марта 1974 года, когда было сформировано шестнадцатое правительство власти после выборов в Кнессет 1973. Это было первое правительство Израиля, которое находилось у власти полный четырехлетний срок — от выборов до выборов, и первое правительство, в состав которого вошли представители других национальностей, кроме евреев: араб Абд эль-Азиз эль-Зуби (заместитель министра здравоохранения) и друз Джабер Муади (заместитель министра связи).

## Состав правительства
| Должность                                   | Имя, фамилия                                  | Партийная принадлежность     |
| ------------------------------------------- | --------------------------------------------- | ---------------------------- |
| Премьер-министр                             | Голда Меир                                    | Маарах                       |
| Заместитель премьер-министра                | Игаль Алон                                    | Маарах                       |
| Министр сельского хозяйства                 | Хаим Гвати                                    | МАПАЙ                        |
| Министр связи                               | Элимелех Рималт (до 6 августа 1970)           | ГАХАЛ                        |
| Министр связи                               | Шимон Перес (с 1 сентября 1970)               | Маарах                       |
| Министр обороны                             | Моше Даян                                     | Маарах                       |
| Министр развития                            | Хаим Ландау (до 6 августа 1970)               | ГАХАЛ                        |
| Министр развития                            | Хаим Гвати (с 6 августа 1970)                 | Маарах                       |
| Министр образования и культуры              | Игаль Алон                                    | Маарах                       |
| Министр финансов                            | Пинхас Сапир                                  | Маарах                       |
| Министр иностранных дел                     | Абба Эвен                                     | Маарах                       |
| Министр здравоохранения                     | Хаим Гвати (до 27 июля 1970)                  | Маарах                       |
| Министр здравоохранения                     | Виктор Шем-Тов (с 27 июля 1970)               | Не был депутатом Кнессета 1  |
| Министр строительства                       | Зеэв Шерф                                     | Маарах                       |
| Министр абсорбции                           | Шимон Перес (до 27 июля 1970)                 | Маарах                       |
| Министр абсорбции                           | Натан Пелед                                   | Не был депутатом Кнессета 1  |
| Министр внутренних дел                      | Хаим Моше Шапира (до 16 июля 1970)2           | МАФДАЛ                       |
| Министр внутренних дел                      | Йосеф Бург                                    | Не был депутатом Кнессета3   |
| Министр юстиции                             | Яаков Шимшон Шапира4                          | Маарах                       |
| Министр труда                               | Йосеф Алмоги                                  | Маарах                       |
| Министр внутренней безопасности             | Шломо Хилель                                  | Маарах                       |
| Министр по делам религий                    | Зерах Вархафтиг                               | Не был депутатом Кнессета3   |
| Министр туризма                             | Моше Коль                                     | Не был депутатом Кнессета5   |
| Министр торговли и промышленности           | Йосеф Сапир (до 6 августа 1970)               | ГАХАЛ                        |
| Министр торговли и промышленности           | Пинхас Сапир (1 сентября 1970 — 5 марта 1972) | Маарах                       |
| Министр торговли и промышленности           | Хаим Бар-Лев (с 5 марта 1972)                 | Не был депутатом Кнессета6   |
| Министр транспорта                          | Эзер Вейцман (до 6 августа 1970)              | Не был депутатом Кнессета7   |
| Министр транспорта                          | Шимон Перес (с 1 сентября 1970)               | Маарах                       |
| Министр социального обеспечения             | Йосеф Бург (до 1 сентября 1970)               | Не был депутатом Кнессета3   |
| Министр социального обеспечения             | Мишель Хасани (с 1 сентября 1970)             | МАФДАЛ                       |
| Министр без портфеля                        | Шимон Перес (до 22 декабря 1969)              | Маарах                       |
| Министр без портфеля                        | Исраэль Барзилай (до 12 июня 1970)2           | Не был депутатом Кнессета1   |
| Министр без портфеля                        | Виктор Шем-Тов                                | Не был депутатом Кнессета1   |
| Министр без портфеля                        | Менахем Бегин (до 6 августа 1970)             | ГАХАЛ                        |
| Министр без портфеля                        | Арье Дульцин                                  | Не был депутатом Кнессета7   |
| Министр без портфеля                        | Исраэль Галили                                | Маарах                       |
| Заместитель министра сельского хозяйства    | Бен-Цион Халфон                               | Маарах                       |
| Заместитель министра связи                  | Джабер Муади                                  | Прогресс и развитие          |
| Заместитель министра образования и культуры | Мишель Хасани (до 1 сентября 1970)            | МАФДАЛ                       |
| Заместитель министра образования и культуры | Аарон Ядлин (до 26 июля 1970)                 | Маарах                       |
| Заместитель министра образования и культуры | Авнер Шаки (1 сентября 1970 — 17 июля 1972)   | МАФДАЛ                       |
| Заместитель министра образования и культуры | Зевулун Хаммер (с 16 января 1973)             | МАФДАЛ                       |
| Заместитель министра финансов               | Цви Динстейн                                  | Маарах                       |
| Заместитель министра здравоохранения        | Абд эль-Азиз эль-Зуби (с 24 мая 1971)         | Маарах                       |
| Заместитель министра абсорбции              | Щломо Розен (с 20 ноября 1972)                | Маарах                       |
| Заместитель министра внутренних дел         | Йосеф Голдсмит8                               | МАФДАЛ                       |
| Заместитель министра туризма                | Йехуда Шаари                                  | Партия независимых либералов |
| Заместитель министра транспорта             | Гад Якоби (со 2 ноября 1972)                  | Маарах                       |

1Хотя Барзилай, Шем-Тов, Пелед не были депутатами Кнессета в тот момент, все они ранее были депутатами от МАПАМ.
2 Умер в должности
3 Все представители МАФДАЛ, за исключением Хаим Моше Шапира и Мишеля Хасани, ушли из Кнессета после назначения в кабинет министров.
4 Яаков Шапира Шимшон не исполнял обязанности министра в период с 13 июня по 12 сентября 1972 года.
5 Все депутаты от Партии независимых либералов ушли из Кнессета после назначения на должности в правительстве.
6 Бар-Лев был позже был избран в Кнессет по списку Маарах.
7 Дульцин и Вейцман были членами ГАХАЛ.
8 Голдсмит не исполнял обязанностей министра с 16 по 19 июля 1970 года.